# 小行星9301
小行星9301是一颗围绕太阳公转的小行星。1985年9月10日，亨利·德波鸿诺在拉西拉天文台发现了此天体。
这颗小行星的绝对星等为149.01106等。